# 克莱夫·辛克莱
克莱夫·辛克莱（1940年7月30日—2021年9月16日），英国企业家、发明家。他是电脑行业的先锋人物，在1970年代至1980年代早期创办了多家消费电子产品公司。
他所创办的Sinclair Research是英国及欧洲早期家用电脑业的重要公司，其产品推动英国电子游戏产业的崛起。